# Lacklilja
Lacklilja (Lilium amabile) är en art i familjen liljeväxter. Förekommer i Korea på gräsmarker i humusrik jord. Arten har använts i förädlingen av asiatliljor (L. Asiatiska-gruppen).
Flerårig ört med lök, 40–100 cm. Löken är äggrund, 2,5–4 cm i diameter, vita lökfjäll, bildar utlöpare. Stjälkar har korta, vita borsthår. Blad strödda, smalt lansettlika, 20–100 × 5–10 mm, båda sidor, samt kanter med vita borsthår. Blommorna sitter 1–5 i en klase, de är nickande och har en obehaglig doft. Hyllebladen är starkt tillbakarullade, röda till orange eller gula, vanligen tätt sprickiga i svart, glänsande. Ståndarknappar chokladbruna med rödaktigt pollen. Arten blommar i juni–juli.
Plantor med gula blommor har kallts var. luteum och plantor utan prickar var. immaculatum. Dessa räknas numera som en del av den kontinuerliga variationen inom arten.

## Odling
Lättodlad lilja som vill ha en soligt eller halvskuggig placering. Jorden skall vara väldränerad, kraftig, trivs med både sur och basisk jord. 
Förökas med frö som sås direkt efter mognaden.

## Synonymer
- Lilium amabile var. immaculatum T.B.Lee

- Lilium amabile var. kwangnungensis Y.S.Kim & W.B.Lee
- Lilium amabile var. luteum Constable
- Lilium fauriei Léveillé & Vaniot